# Berejomet
Berejomet (en ucraniano: Берегомет, romanizado: Berehomet) es un pueblo ucraniano perteneciente al óblast de Chernivtsí. Situado en el oeste del país, es parte del raión de Vízhnitsia y centro del municipio (hromada) homónimo.

## Toponimia
En todos los idiomas de importancia local, la ciudad se conoce con el nombre de Beregomet (en ruso: Берегомет) o Berhomet (en rumano: Bеrhomet pe Siret; en alemán: Berhometh am Sereth). 

## Geografía
Berejomet se encuentra a orillas del río Siret, al norte de la región de Bucovina.

## Historia
El asentamiento fue mencionado por escrito por primera vez en el siglo XVII y perteneció al principado de Moldavia hasta 1775.
Después de que Bucovina fuera ocupada por el neutral Imperio austriaco en 1774 hacia el final de la guerra ruso-turca (1768-1774), esto se confirmó en el tratado de Küçük Kaynarca en 1775 (oficialmente como agradecimiento por los “servicios de mediación” de Austria entre los oponentes de la guerra). Como resultado, Berejomet pasó a formar parte de Austria como Berhometh, primero en el reino de Galicia y Lodomeria, y desde 1849 en la recién fundada tierra de la corona del ducado de Bucovina.
El 30 de noviembre de 1886, la ciudad se conectó a la red ferroviaria mediante la construcción del ferrocarril local Jliboka-Berhometh am Sereth. A mediados del siglo XIX también se establecieron en la ciudad colonos alemanes que permanecieron hasta el intercambio de población de 1940. El grupo étnico más importante para la ciudad era la población judía, pero entonces, como ahora, los hutsules constituían la mayor proporción de la población.
En 1888 la ciudad perteneció a la fiducia de la noble familia Wassilko von Serecki, que hizo construir allí un castillo como nueva sede. Ya al comienzo de su segundo mandato como gobernador de Bucovina (1888-1891), el barón Alejandro Wassilko von Serecki, aseguró que comenzara la electrificación de Chernivtsí y la región. Su hogar ancestral, Berejomet, fue uno de los primeros lugares fuera de la capital en beneficiarse de esto. También hizo demoler la antigua iglesia de San Nicolás (construida por su bisabuelo del mismo nombre) en 1889, reconstruida en Schipot y construida una nueva. El hijo de Alejandro, Jorge, se convirtió en ciudadano honorario de Berejomet el 6 de mayo de 1914.
El palacio de Berejomet fue incendiado por las tropas rusas durante la Primera Guerra Mundial en 1915 y no fue reconstruido.
Después de que Bucovina fuera anexionada al reino de Rumania el 27 de noviembre de 1918, el lugar perteneció al distrito de Storojineț.
Como resultado de la anexión de Bucovina del Norte el 28 de junio de 1940, posible gracias al pacto Ribbentrop-Mólotov, pasó a formar parte de la RSS de Ucrania de la Unión Soviética. El lugar tenía el nombre ucraniano Berhomet (en ucraniano: Бергомет) desde 1940, y el 7 de septiembre de 1946 pasó a llamarse con su nombre actual.
Durante la Segunda Guerra Mundial, Berejomet fue nuevamente parte de Rumania entre 1941 y 1944 tras la invasión germano-rumana. 
En 1963 fue elevado a la categoría de asentamiento de tipo urbano y después de 1945 representó un importante centro forestal ucraniano.
En 2023, Berejomet perdió el estatus de asentamiento de tipo urbano debido a la eliminación de este estatus administrativo.

## Demografía
La evolución de la población de Berejomet entre 1930 y 2022 fue la siguiente:
| 7369                                                          | 8325 | 8513 | 7751 | 7514 |
| (Fuente: Cities & Towns of Ukraine y UKRAINE: Größere Städte) |      |      |      |      |

Según el censo de 2001, la lengua materna de la mayoría de los habitantes, el 98,51%, es el ucraniano; del 1,15%, el ruso. La mayoría de la población son ucranianos, principalmente a los hutsules. 
En el censo de 1930, el 79,69% de los habitantes eran rutenos; el 13,28%, judíos; el 2,82%, alemanes; el 2,19%, polacos; y rumanos, el 1,76%. En cuanto a la religión, el 80,83% de la población eran ortodoxos; el 18,84%, judíos; el 4,56% eran católicos romanos.

## Personas ilustres
- Alejandro Wassilko von Serecki (1827-1893): noble rumano del Imperio austrohúngaro, miembro de la Cámara de los Señores y duque de Bucovina.
- Jorge Wassilko von Serecki (1864-1940): noble rumano del Imperio austrohúngaro, gobernador del ducado de Bucovina.

## Galería

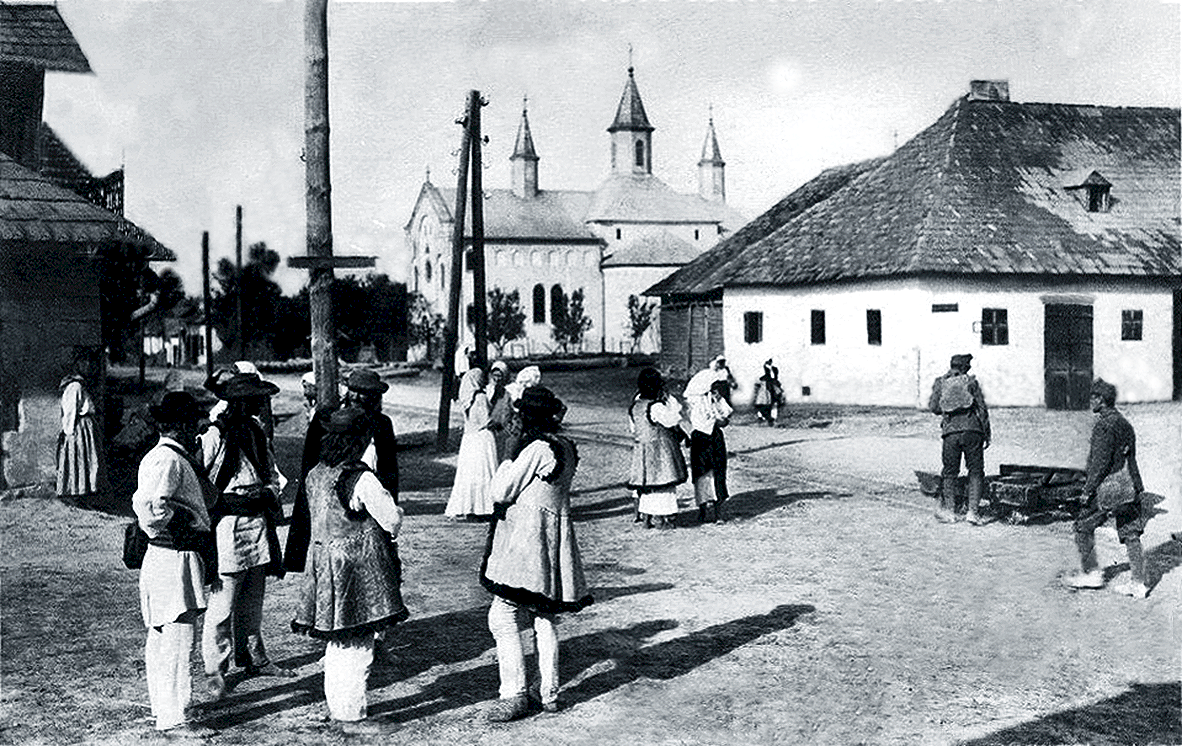
Berhometh en 1890
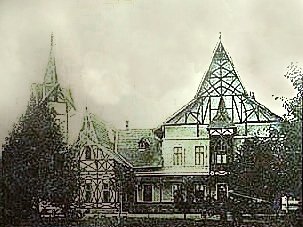
Antiguo palacio de Berejomet (1900)
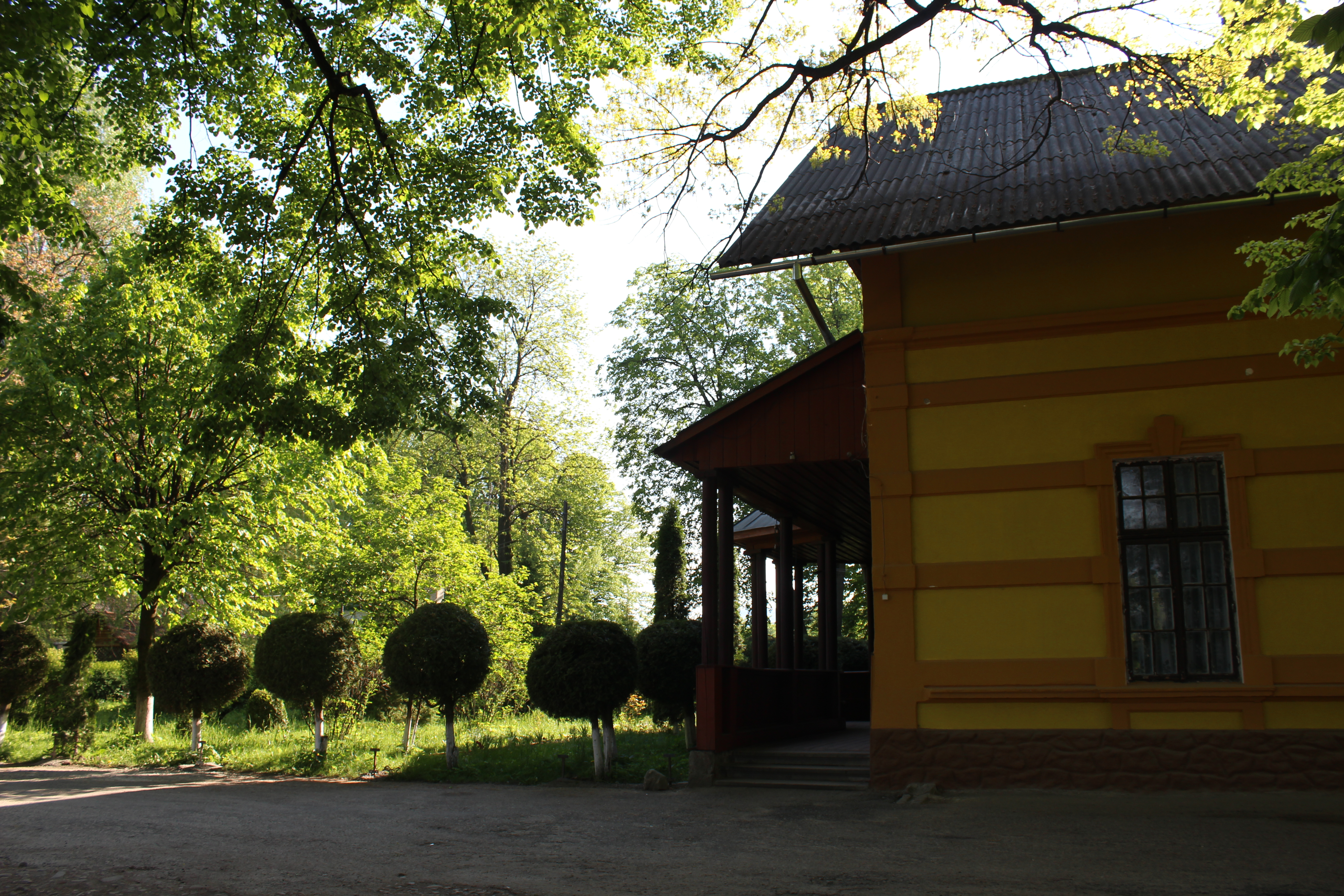
Parque de Berejomet